# 하트리스
하트리스(영어: Heartless, 일본어: ハートレス)는 「킹덤 하츠」시리즈에 등장하는 가공의 생물이다.

## 요약
시리즈를 통해 이야기에 가장 많이 등장하는 적. 사람의 마음의 어둠이 부푼 계속 완전히 어둠에 물든, 그 마음은 하트 레스라는 괴물 화한다. 그리고 하트 레스는 사람의 마음의 어둠에 반응하고 마음을 빼앗아 차례로 증식 해 간다. 정보는 부족하고, 기본적으로 마음을 빼앗는 본능만으로 행동한다. 별칭 "마음없는 것들" 'KH'의 스토리 초반의 레온들의 설명은 "마음을 잃은 자들"이라고되어 있었지만, 정확히 말하자면 "자신의 마음의 어둠에 쳐 진 마음 만 존재"이다.
아득한 옛날부터 숫자가 적은 것이 존재하고 있었지만, 본편 시작부터 10년 전 현자 안셈이 마음 공부를 시작하여 폭발적으로 증가하고 몇개의 세계를 어둠에 삼켜 갔다. 사태를 우려한 축가는 실험을 중지하지만, 어둠에 매료되어 있던 6 명의 제자에게 무의 세계로 추방 된 이후에도 실험은 계속되었다. 이 중 1 번 제자 인 제아 노트는 스승 인 성가의 이름을 스스로 자칭하게 되고, 또한 자신이 하트 레스되면 본능만으로 움직이는 하트 레스도 통솔 할 수 있다고 생각 육체를 버리고 하트 레스이다. 다른 5 명의 제자도 똑같이 하트리스가 있지만, 인간형을 유지 한 채 하트리스가 된 것은 제아 노트 뿐이었다.
각각의 세계는 '문'과 '열쇠 구멍'이 있고 그 안쪽에는 그 세계의 마음이 존재하고있다. 더 큰 마음을 요구 하트리스의 목표는 세계의 마음이며, 마음을 빼앗긴 때 그 세계는 어둠에 마셔 붕괴한다. 그러나 전설의 무기 인 '키블레이드 "에서 열쇠 구멍을 닫혀 버리면 다시는 그 세계의 마음에 겨우 도착할 수 없으므로 하트리스는 키블레이드의 소유자를 노려 계속 습성을 가진다.
현자 안셈의 가설에 따르면 스스로의 의사로 하트리스 된 경우 이전의 기억과 모습이나 자아가 남는 것 같다. 예를 들어, 이전의 기억과 모습을 유지 한 채 하트리스되었다 제아노트 모습은 하트리스되었지만 희미하게 자아를 유지하고 있던 소라가 확인되고있다. "KH2"에서는 스카가 자신의 의사도 아닌에도 불구하고 하트리스 화했을 때 모습을 유지하고 있었지만, 자아를 유지하고 있는지는 알 수 없다.